# Chloroclysta alpinata
Chloroclysta alpinata är en fjärilsart som beskrevs av Culot. Chloroclysta alpinata ingår i släktet Chloroclysta och familjen mätare. Inga underarter finns listade i Catalogue of Life.